# Chiesa dei Cinque Campanili
La chiesa di Nostra Signora di Loreto o chiesa dei Cinque Campanili sorge su una collina poco fuori dall'abitato di Perti a Finale Ligure, in provincia di Savona, in posizione dominante sulla vallata e molto panoramica.

## Storia e descrizione

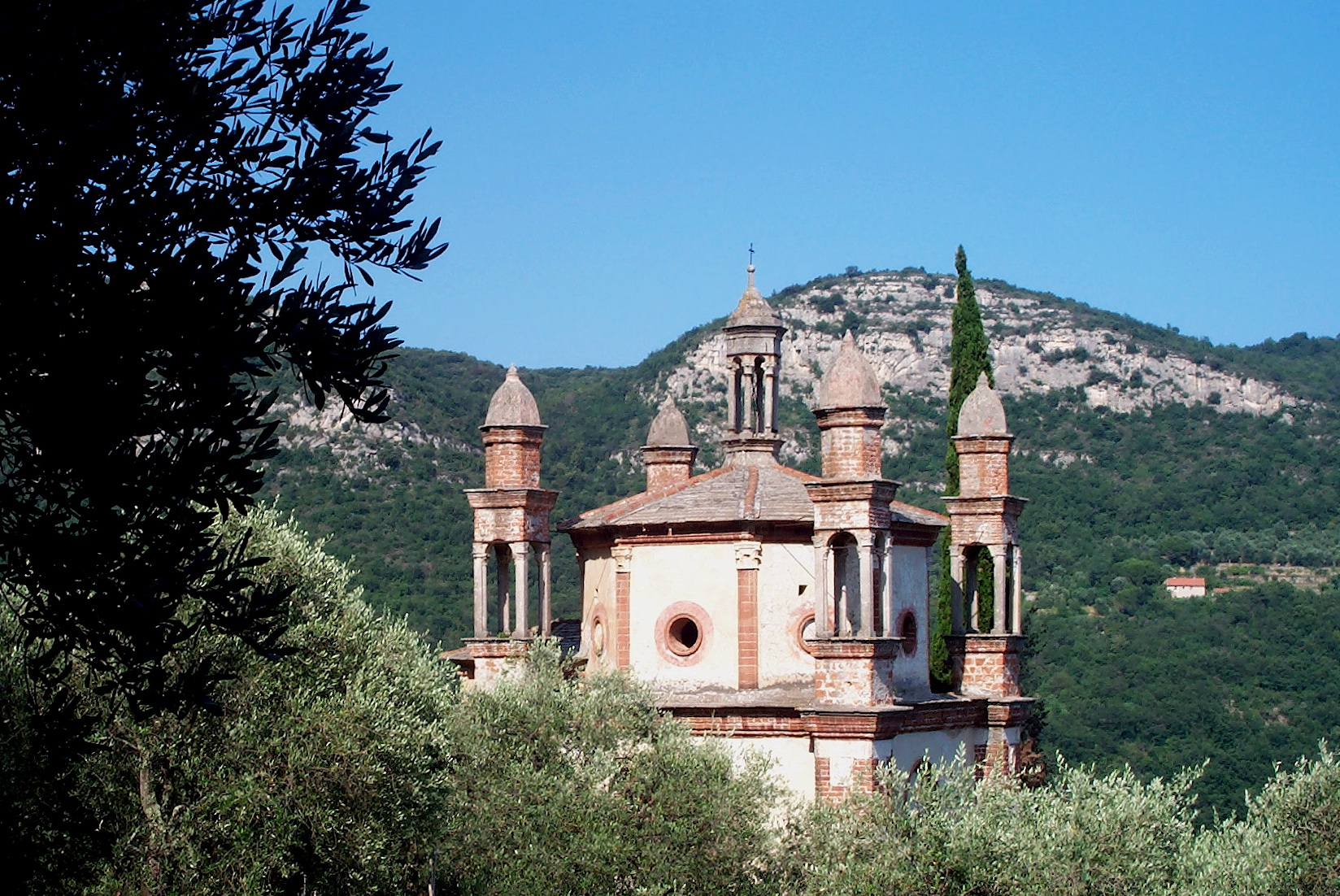
Altra immagine della chiesa

L'edificio in stile rinascimentale con influssi lombardi rappresenta un caso quasi unico in Liguria. Gli storici dell'arte hanno messo in evidenza le somiglianze architettoniche con la cappella di San Pietro Martire, fatta costruire da Pigello Portinari nella basilica di Sant'Eustorgio di Milano fra il 1462 e il 1468. Dato che la cappella Portinari fu affrescata dal Foppa e che questi era attivo a Savona proprio negli anni 1489-1490, in cui la cappella di Perti fu costruita, Graziella Colmuto Zanella ha suggerito che il Foppa possa aver svolto un ruolo importante nel trasferimento a Perti del modello lombardo.
La chiesa è a pianta quadrata sormontata da cupola ottagonale con abside poligonale addossato su un lato. L'interno è illuminato da grosse finestre circolari decorate con cornicioni in mattoni rossi, ripresi anche nella decorazione degli angoli dell'edificio alternati a blocchi di pietra del Finale. Sopra i 4 spigoli della struttura, si elevano 4 piccoli ed esili campanili che fanno da cornice a quello centrale lievemente più alto e poggiante sul centro della cupola. Da questa caratteristica deriva il soprannome di "chiesa dei Cinque Campanili".
La realizzazione della chiesa è attribuita alla committenza di Alfonso I Del Carretto e a sua moglie Peretta Cybo Usodimare: i loro stemmi compaiono sui pilastri angolari dell'edificio. La costruzione avrebbe avuto luogo nel 1489-1490, subito dopo il loro matrimonio (avvenuto a Roma il 16 novembre 1488). Nella chiesa sono conservati affreschi di due beati domenicani, probabilmente i finalesi Damiano da Finale e Vincenzo Maglio da Orco.